# Jessica Larive
Joke Elisabeth Stefanie (Jessica) Larive (Voorburg, 24 november 1945) is een Nederlandse voormalige ambtenares, lerares en politica voor de Volkspartij voor Vrijheid en Democratie (VVD).

## Levensloop
Na het behalen van het gymnasiumdiploma te Amstelveen studeerde ze Nederlands en internationaal recht aan de Universiteit Leiden. Ze begon haar carrière als freelance schrijfster. Daarna was ze onderwijzeres Engels aan het Lyce Molière te Brussel. Van 1974 tot 1978 was ze werkzaam als ambtenaar bij het Benelux-Economische Unie te Brussel en van 1978 tot 1979 was ze beleidsmedewerkster bij de Liberale en Democratische fractie van het Europees Parlement. Van 1979 tot 1984 functioneerde ze als kabinetschef van de fractievoorzitter Martin Bangemann van de Liberale en Democratische fractie van het Europees Parlement en van 24 juli 1984 tot 20 juli 1999 was ze lid van het Europees Parlement.

## Partijpolitieke functies
- Vicevoorzitter van de Liberale en Democratische fractie van het Europees Parlement
- Lid van de VVD Commissie Europese Zaken